# Meghnad Saha

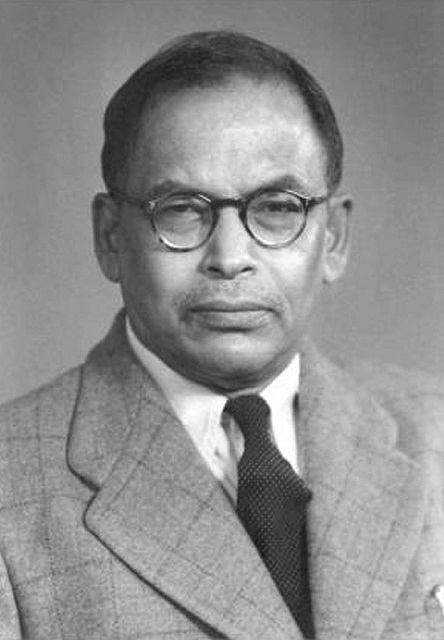
Meghnad Saha

Meghnad Saha (bengali: মেঘনাদ সাহা, Meghnād Sāhā; * 6. Oktober 1893 in Sheoratali, heute Bangladesch; † 16. Februar 1956 in Delhi) war ein indischer Physiker.

## Leben und Werk
Er begann sein Studium an der University of Calcutta. Einer seiner Lehrer war Jagadish Chandra Bose. Er spezialisierte sich bald auf Astrophysik und Plasmaphysik und lieferte bedeutende Beiträge zur ionisierten Materie in Sternen.
Nach dem Ersten Weltkrieg kam er nach Europa und arbeitete insbesondere in London, wo er 1927 Mitglied der Royal Society wurde. Er verbrachte aber auch einige Zeit in Berlin am Nernst'schen Institut.
Wichtigstes Ergebnis seiner Forschungen ist die nach ihm benannte Saha-Gleichung, die das thermodynamische Gleichgewicht eines Plasmas beschreibt. John Eggert hatte seine Vorarbeit 1919 in Deutsch in der Physikalischen Zeitschrift veröffentlicht. Saha las diese Arbeit in Indien und konnte sie entscheidend verbessern, woraus ein bedeutender Durchbruch im Verständnis der Physik der Sterne resultierte.
In den 1930er-Jahren ging Saha zurück nach Indien und lehrte an der University of Calcutta. Er förderte insbesondere die Entwicklung der Kernphysik in Indien.
Später engagierte er sich auch politisch und wurde Mitglied des indischen Parlaments.

## Mitgliedschaften
Saha setzte sich für die Entwicklung einer eigenen und Indien-basierten Forschung ein. Im Jahr 1930 war er mit sechs anderen Wissenschaftlern der Gründer der Academy of Sciences of the United Provinces of Agra and Oudh, der ersten indischen Akademie der Wissenschaften, die später in National Academy of Sciences India (NASI) umbenannt wurde. Er war auch ihr erster Präsident. Die NASI vergibt verschiedene Fellowships in seinem Namen.
Dem im Jahr 1935 gegründeten National Institute of Sciences of India (NISI), das später in Indian National Science Academy (INSA) umbenannt wurde, stand er als erster indischer Akademiepräsident ab 1937 vor. Zum Anlass seines Todes wurde er von der Wissenschaftsakademie mit einem Nachruf geehrt.

## Auszeichnungen und Ehrungen
1947 wurde Saha in die American Academy of Arts and Sciences gewählt.
1970 wurde der Mondkrater Saha (Mondkrater) nach ihm benannt.